# Kandangan (Bawen)
Kandangan is een bestuurslaag in het regentschap Semarang van de provincie Midden-Java, Indonesië. Kandangan telt 7207 inwoners (volkstelling 2010).